# 明應地震
明應地震（日语：／ Meiō Jishin）是指1498年9月20日（明應7年8月25日）日本於當地時間在上午8點，在伊豆半島外海發生了強烈地震。地震規模估計是8.6MS，並且也引發了巨大海嘯襲擊陸地。在明應地震造成的罹難人數並不確定，根據當時有紀錄到，罹難人數有26,000人到31,000人之間。

## 地震背景

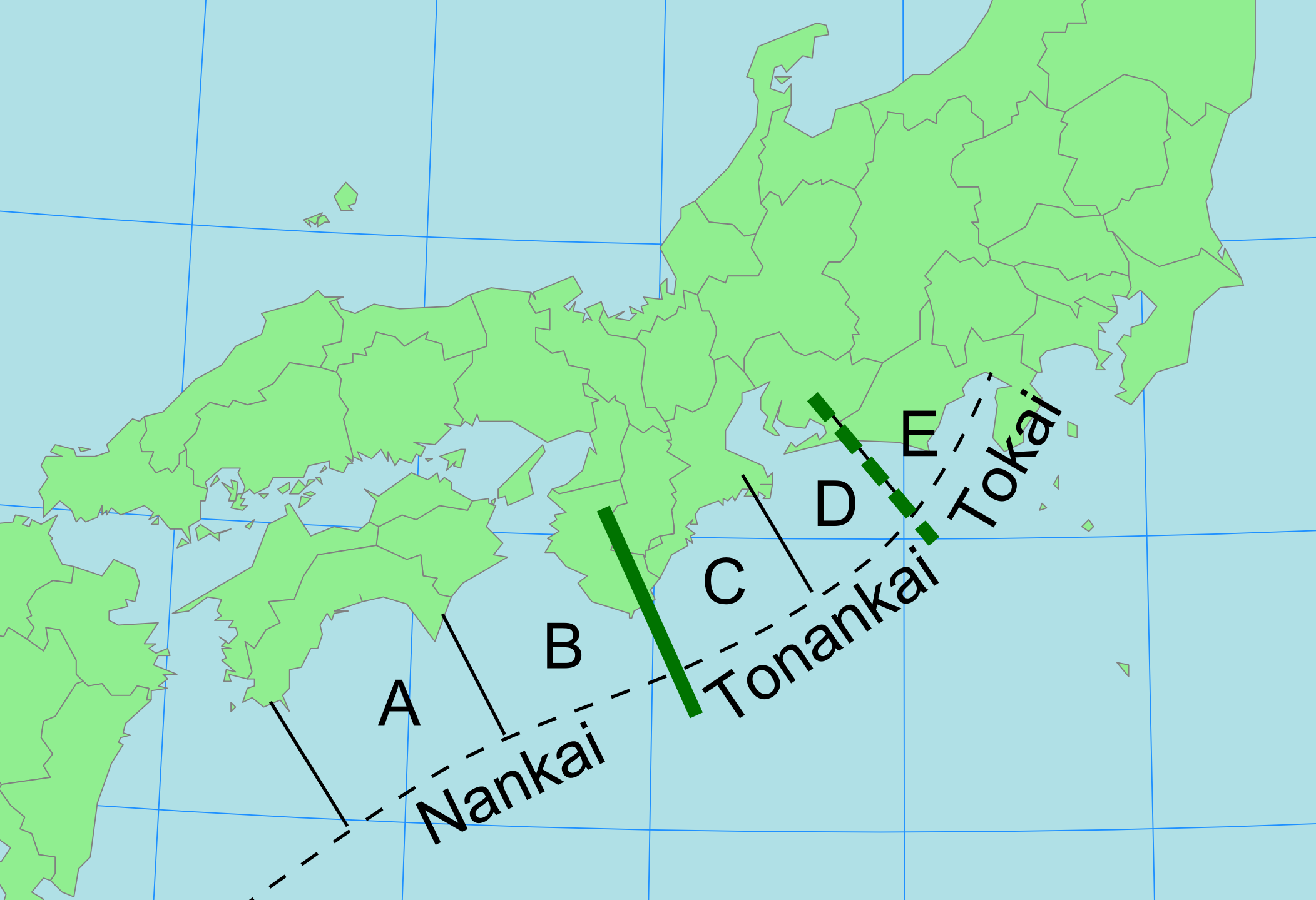
在南海海槽可分成為5個破裂地區（A、B、C、D、E）

引發了明應地震的南海海槽與本州南部海岸線平行，這也顯示了歐亞板塊與菲律賓海板塊發生了推擠。這2個板塊互相推擠邊界會導致了發生許多地震，但其中1些屬於為大型逆衝區地震。在南海海槽有5個不同的地區（A、B、C、D、E）就很有可能會發生破裂，這些地區在過去1,300年之中曾單獨或者是1起破裂。除了在1854年南海大地震之後，另外在1944年（1944年東南海地震）和1946年（1946年南海道大地震）也有類似的地震發生，這些地震都是先從南海海槽東北段就開始了破裂，之後就延伸到了南海海槽西南段。這位科學家他認為：該次明應地震是南海海槽C、D和E地區破裂所導致了發生的。

## 海嘯
該次地震也引發了地面劇烈搖動，從房總半島到紀伊半島也有地震的紀錄。還引發的巨大海嘯襲擊了駿河灣和鎌倉地區，在江梨、小川都遭受到了浪高高度為8公尺的巨大海嘯侵襲，在伊勢、志摩等地巨大海嘯高度為6公尺到10公尺，在志摩半島鳥羽市國崎町巨大海嘯高度則達到了為15公尺。明應地震摧毀了高德院佛像，在南海地區也有嚴重的地面液化紀錄。在相模海槽與伊豆半島的沿海平原也都發現了巨大海嘯沉積物。鳥羽市當地居民在地震之後到移居高地，也遠離海岸線。
| 地域       | 地域               | 認為巨大海嘯的高度                 | 認為巨大海嘯的高度 | 認為巨大海嘯的高度     | 認為巨大海嘯的高度        |
| 地域       | 地域               | 古文書紀錄                         | 羽鳥(1975)         | 飯田(1985)             | 都司(2011)                |
| ---------- | ------------------ | ---------------------------------- | ------------------ | ---------------------- | ------------------------- |
| 安房小湊   | 現・千葉縣鴨川市   | 『安房郡誌』                       | 5公尺              | 4公尺到5公尺           |                           |
| 相模鎌倉   | 現・神奈川縣鎌倉市 | 『鎌倉大日記』                     | 8公尺到10公尺      |                        |                           |
| 江之島     | 現・藤澤市         |                                    |                    | 5公尺到6公尺           |                           |
| 伊豆八丈島 | 現・東京都八丈町   | 『八丈島小島青島年代記』           | 4公尺              |                        |                           |
| 仁科       | 現・西伊豆町       | 『佐波神社沿革』                   | 5公尺              | 4公尺到5公尺           | 10公尺（佐波神社）        |
| 八木澤     | 現・伊豆市         |                                    |                    |                        | 22公尺（妙蔵寺）          |
| 土肥       | 現・伊豆市         | 『榮源寺由来』                     |                    |                        | 18公尺（榮源寺）          |
| 戶田       | 現・沼津市         |                                    |                    |                        | 20公尺 36.4公尺（平目平） |
| 江梨       | 現・沼津市         | 『江梨航補院開基鈴木氏歴世法名錄』 |                    |                        | 16公尺（航補院）          |
| 清水       | 現・静岡市清水區   | 『日海記』                         |                    | 5公尺到6公尺           | 10公尺（村松）            |
| 燒津       | 現・燒津市         | 『林叟院記錄』                     | 6公尺到8公尺       | 7公尺到8公尺（會下島） | 10公尺                    |
| 濱岡       | 現・御前崎市       | 『圓通松堂禅師語錄』               |                    |                        | 8公尺                     |
| 遠江新居   | 現・湖西市         | 『東榮鑑』                         | 6公尺到8公尺       | 6公尺到8公尺           |                           |
| 三河渥美   | 現・田原市         | 『渥美郡史』                       | 5公尺到6公尺       | 5公尺到8公尺           |                           |
| 伊勢大湊   | 現・伊勢市         | 『内宮子良館記』                   | 6公尺到8公尺       | 6公尺到10公尺          |                           |
| 國崎       | 現・鳥羽市         | 『内宮子良館記』                   |                    | 8公尺到15公尺          |                           |
| 塩屋       | 現・志摩市         | 『元田由来』                       |                    | 8公尺到15公尺          |                           |
| 紀伊熊野   | 現・熊野市、新宮市 | 『熊野年代記』                     | 4公尺到5公尺       | 4公尺到6公尺           |                           |

## 地形改變
該次地震還造成了海底隆起高度估計為4公尺 。在濱名湖原本是1座淡水湖，但是因為地震震塌了封閉着濱名湖口的沙壩，於是濱名湖成為半鹹水湖泊。

## 罹難人數
根據《林叟院創記》記載，明應地震也導致了駿河灣岸志太郡總共有26,000人罹難，在明治时代曾对当时志太郡《内宮子良館記》記載，明應地震也導致了伊勢的大湊町溺斃人數總共有5千人、房屋损壞多余间，在伊勢和志摩溺斃人數總共有1萬多人。